# 鶴羽佳子
鶴羽 佳子（つるは よしこ、1968年3月31日 - ）は、日本の政治家。北海道議会議員（1期）。元北海道放送のアナウンサー。社会福祉法人札幌恵友会理事。政治活動時の名前は鶴羽 芳代子（読み同じ）。現在の本名は佐藤 佳子（さとう よしこ）。

## 来歴・人物
大分県佐伯市出身。大分県立佐伯鶴城高等学校、千葉大学教育学部小学校教員養成課程国語科専攻を卒業後、北海道放送にアナウンサーとして入社。
番組中の料理コーナーでのハプニング「ささみとささげの勘違い」はハプニング大賞を受賞。同社を退社後、フリーアナウンサーとしてテレビ番組の司会やキャスター、研修講師などを行う。
その後、テレビ番組制作会社「オフィス鶴羽」（現・株式会社ボウス）を設立し、NHKの情報番組の制作を中心にテレビの仕事を行う。北海道生涯学習審議会委員および札幌市社会教育委員に就任したのを機に北海道大学大学院教育学研究科修士課程を修了。2011年より北海道教育委員会委員。文部科学省中央教育審議会臨時委員。元札幌国際大学非常勤講師。
2021年4月、吉川貴盛の議員辞職に伴う衆議院北海道2区補欠選挙に立候補。保守系無所属として、候補者擁立を見送った自由民主党の支持者に呼び掛ける選挙戦を行うが、立憲民主党の松木謙公が鶴羽らに大差をつけて当選し、鶴羽は次点で落選した。自民党側にはこの補選を次期衆院選の候補者選びの場とする思惑もあったが、擁立論のあった鶴羽が次点とはいえ3万票を割り込んだことで「微妙な結果だった」（党所属の道議会議員）とトーンダウンした。補選後の5月に自民党は次期衆院選北海道2区の候補者の公募を行い、党員となった鶴羽を含め4人が応募したが、選考の結果、医療団体職員の髙橋祐介（元札幌市長原田與作の孫）が選ばれた。
同年10月31日投開票の第49回衆議院議員総選挙では鶴羽は自民党の比例北海道ブロック単独14位で立候補したが、落選。
また、2022年の第26回参議院議員通常選挙に向けた北海道選挙区（定数3）の公募にも応募したが、前衆議院議員の船橋利実に敗れた。同年9月14日、2023年北海道議会議員選挙に向け、自民党北広島支部は臨時総会を開き、鶴羽を北広島市選挙区に擁立することを決めた。鶴羽は自民党北広島支部の公募に応じ、9月に市内に転居していた。自民党と公明党から推薦を受け、無所属で立候補。4月9日に行われた投開票の結果、立憲民主党が推薦する無所属の現職を破り、初当選となった。

## 過去の担当番組

### 北海道放送時代
- 『テレポート6』
- 『いちばん星』

### フリーアナウンサー時代
- 『だいすき北海道』
- 『NHKニュースおはよう北海道』

## 著書
- おちちの時間 子連れキャスター母乳育児のあれこれ（寿郎社、2006年　ISBN 978-4902269192）